# Numération coréenne
En coréen, il existe deux types de nombres : les nombres sino-coréens et ceux d'origine coréenne. Les Coréens avaient leur propre système numérique de zéro à l'infini mais l'influence de la civilisation chinoise sur la civilisation coréenne a fait que certains nombres coréens sont tombés en désuétude. Actuellement les nombres coréens sont utilisés seulement de 1 à 99, au-delà on bascule automatiquement vers le système sino-coréen.

## Construction
Les nombres coréens sont utilisés pour compter, quantifier les personnes (명), les animaux (마리), les objets (개), ces derniers pouvant être comptés avec une multitude de classificateurs plus précis ; mais aussi pour donner l'âge (살) ou l'heure (시).
Les nombres sino-coréens sont utilisés pour donner une notion d'ordre, on les emploie pour les adresses, les numéros de téléphones, de bus, les années, les mois, les minutes et les secondes, les étages et l'argent. 
La construction des nombres coréens, de 1 à 99, est similaire à celle du français : les dizaines suivies des unités, en un seul mot.
Exemples :
- 열여섯 yeol-yeoseot : 16
- 서른하나 seoreun-hana : 31
- 마흔넷 maheun-net : 44
- 쉴일곱 swil-ilgop : 57

La construction des nombres sino-coréens est simple : 
- le nombre de dix-milliers suivi du mot dix-mille (만),
- le nombre  de milliers suivi du mot mille (천),
- le nombre de centaines suivi du mot cent (백),
- le nombre de dizaines suivi du mot dix (십),
- et finalement les unités,

le tout formant un cycle. Si le nombre est 1 on ne le mentionne pas.
| Cycles coréens   | Noms  | Cycles français   | Noms            |
| 10               | 십    | 10                | Dix             |
| 100              | 백    | 100               | cent            |
| 1000             | 천    | 1.000             | mille           |
| 1_0000           | 만    | 10.000            | dix mille       |
| 10_0000          | 십 만 | 100.000           | cent mille      |
| 100_0000         | 백 만 | 1.000.000         | un million      |
| 1000_0000        | 천 만 | 10.000.000        | dix millions    |
| 1_0000_0000      | 억    | 100.000.000       | cent millions   |
| 10_0000_0000     | 십 억 | 1.000.000.000     | un milliard     |
| 100_0000_0000    | 백 억 | 10.000.000.000    | dix milliards   |
| 1000_0000_0000   | 천 억 | 100.000.000.000   | cent milliards  |
| 1_0000_0000_0000 | 조    | 1.000.000.000.000 | mille milliards |

Les "." indiquent les cycles en usage en occident, les "_" les cycles en coréen.
Certains nombres d'origine coréenne prennent une forme abrégée devant les compteurs. 
| Nombre | Nombre Coréen | Nombre Coréen | Nombre Coréen | Forme attributive | Forme attributive | Forme attributive |
| Nombre | Hangul        | McCune        | Révisée       | Hangul            | McCune-Reischauer | Révisée           |
| ------ | ------------- | ------------- | ------------- | ----------------- | ----------------- | ----------------- |
| 1      | 하나          | hana          | hana          | 한                | han               | han               |
| 2      | 둘            | tul           | dul           | 두                | tu                | du                |
| 3      | 셋            | set           | set           | 세                | se                | se                |
| 4      | 넷            | net           | net           | 네                | ne                | ne                |
| 20     | 스물          | sŭmul         | seumul        | 스무              | sŭmu              | seumu             |

La forme abrégée de 1, 2, 3, 4 et 20 est formée par l'enlèvement de la dernière lettre du nombre original. 
Exemples :
- 한 번 han beon : une fois
- 두 개 du gae : deux choses
- 세 시 se si : trois heures
- 네 명 ne myeong : quatre personnes
- 스무 마리 seumu mari : vingt animaux

Cela peut aussi être rencontré dans certains nombres sino-coréens.
- 오뉴월 onyuwol : mai et juin
- 유월 yuwol : juin
- 시월 siwol : octobre

Les cardinaux pour trois et quatre ont une forme différente devant certains compteurs.
- 석 달 seok dal : trois mois
- 넉 잔 neok jan : quatre tasses

## Nombres
| nombre       | Cardinaux sino-coréens | Cardinaux sino-coréens | Cardinaux sino-coréens | Cardinaux sino-coréens | Cardinaux coréens | Cardinaux coréens | Cardinaux coréens |
| nombre       | Hanja                  | Hangul                 | McCune                 | Révisée                | Hangul            | McCune            | Révisée           |
| ------------ | ---------------------- | ---------------------- | ---------------------- | ---------------------- | ----------------- | ----------------- | ----------------- |
| 0            | 零/空                  | 영 (N: 령)/공          | yŏng (N: ryŏng)/ kong  | yeong/ gong            | -                 | -                 | -                 |
| 1            | 一                     | 일                     | il                     | il                     | 하나              | hana              | hana              |
| 2            | 二                     | 이                     | i                      | i                      | 둘                | tul               | dul               |
| 3            | 三                     | 삼                     | sam                    | sam                    | 셋                | set               | set               |
| 4            | 四                     | 사                     | sa                     | sa                     | 넷                | net               | net               |
| 5            | 五                     | 오                     | o                      | o                      | 다섯              | tasŏt             | daseot            |
| 6            | 六                     | 육 (N: 륙)             | yuk (N: ryuk)          | yuk                    | 여섯              | yŏsŏt             | yeoseot           |
| 7            | 七                     | 칠                     | ch'il                  | chil                   | 일곱              | ilgop             | ilgop             |
| 8            | 八                     | 팔                     | p'al                   | pal                    | 여덟              | yŏdŏl             | yeodeol           |
| 9            | 九                     | 구                     | ku                     | gu                     | 아홉              | ahop              | ahop              |
| 10           | 十                     | 십                     | sip                    | sip                    | 열                | yŏl               | yeol              |
| 11           | 十一                   | 십일                   | sibil                  | sibil                  | 열 하나           | yŏrhana           | yeolhana          |
| 12           | 十二                   | 십이                   | sibi                   | sibi                   | 열 둘             | yŏltul            | yeoldul           |
| 13           | 十三                   | 십삼                   | sipsam                 | sipsam                 | 열 셋             | yŏlset            | yeolset           |
| 14           | 十四                   | 십사                   | sipsa                  | sipsa                  | 열 넷             | yŏllet            | yeollet           |
| 15           | 十五                   | 십오                   | sibo                   | sibo                   | 열 다섯           | yŏltasŏt          | yeoldaseot        |
| 16           | 十六                   | 십육 (N: 십륙)         | simnyuk (N: simryuk)   | simnyuk                | 열 여섯           | yŏllyŏsŏt         | yeollyeoseot      |
| 17           | 十七                   | 십칠                   | sipch'il               | sipchil                | 열 일곱           | yŏrilgop          | yeorilgop         |
| 18           | 十八                   | 십팔                   | sipp'al                | sip-pal                | 열 여덟           | yŏllyŏdŏl         | yeollyeodeol      |
| 19           | 十九                   | 십구                   | sipku                  | sipgu                  | 열 아홉           | yŏrahop           | yeorahop          |
| 20           | 二十                   | 이십                   | isip                   | isip                   | 스물              | sŭmul             | seumul            |
| 30           | 三十                   | 삼십                   | samsip                 | samsip                 | 서른              | sŏrŭn             | seoreun           |
| 40           | 四十                   | 사십                   | sasip                  | sasip                  | 마흔              | mahŭn             | maheun            |
| 50           | 五十                   | 오십                   | osip                   | osip                   | 쉰                | shwin             | swin              |
| 60           | 六十                   | 육십 (N: 륙십)         | yuksip (N: ryuksip)    | yuksip                 | 예순              | yesun             | yesun             |
| 70           | 七十                   | 칠십                   | ch'ilsip               | chilsip                | 일흔              | irhŭn             | ilheun            |
| 80           | 八十                   | 팔십                   | p'alsip                | palsip                 | 여든              | yŏdŭn             | yeodeun           |
| 90           | 九十                   | 구십                   | kusip                  | gusip                  | 아흔              | ahŭn              | aheun             |
| 100          | 百                     | 백                     | paek                   | baek                   | 온                | on                | on                |
| 1,000        | 千                     | 천                     | ch'ŏn                  | cheon                  | 즈믄              | chŭmŭn            | jeumeun           |
| 104          | 萬                     | 만                     | man                    | man                    | 드먼              | tŭmŏn             | deumeon           |
| 108          | 億                     | 억                     | ŏk                     | eok                    | 잘                | chal              | jal               |
| 1012         | 兆                     | 조                     | cho                    | jo                     | -                 | -                 | -                 |
| 1016         | 京                     | 경                     | kyŏng                  | gyeong                 | 골                | kol               | gol               |
| 1020         | 垓                     | 해                     | hae                    | hae                    | -                 | -                 | -                 |
| 1024         | 秭                     | 자                     | cha                    | ja                     | -                 | -                 | -                 |
| 1028         | 穰                     | 양                     | yang                   | yang                   | -                 | -                 | -                 |
| 1032         | 溝                     | 구                     | ku                     | gu                     | -                 | -                 | -                 |
| 1036         | 澗                     | 간                     | kan                    | gan                    | -                 | -                 | -                 |
| 1040         | 正                     | 정                     | chŏng                  | jeong                  | -                 | -                 | -                 |
| 1044         | 載                     | 재                     | chae                   | jae                    | -                 | -                 | -                 |
| 1048         | 極                     | 극                     | kŭk                    | geuk                   | -                 | -                 | -                 |
| 1052 or 1056 | 恒河沙                 | 항하사                 | hanghasa               | hanghasa               | -                 | -                 | -                 |
| 1056 or 1064 | 阿僧祇                 | 아승기                 | asŭnggi                | aseunggi               | -                 | -                 | -                 |
| 1060 or 1072 | 那由他                 | 나유타                 | nayut'a                | nayuta                 | -                 | -                 | -                 |
| 1064 or 1080 | 不可思議               | 불가사의               | pulgasaŭi              | bulgasaui              | -                 | -                 | -                 |
| 1068 or 1088 | 無量大數               | 무량대수               | muryangdaesu           | muryangdaesu           | -                 | -                 | -                 |

## Suffixe
번 beon (番), 호  ho (號), 차 cha (次) et 회 hoi (回) sont souvent utilisés avec les nombres sino-coréens, souvent écrits en chiffre arabe.
Exemple :
- 이호선 ihoseon  (二號線) : ligne numéro deux du métro
- 37번국도 37beongugdo  (37番國道) : autoroute numéro 37

## Alternatives utilisées dans les réservations
Dans les secteurs commercial et des finances, certains hanja spécifiques sont utilisés pour éviter des ambiguïtés.
| un    | 일 | 一 | 壹 |
| deux  | 이 | 二 | 貳 |
| trois | 삼 | 三 | 參 |
| sept  | 칠 | 七 | 柒 |
| dix   | 십 | 十 | 拾 |
| cent  | 백 | 百 | 佰 |
| mille | 천 | 千 | 仟 |

## Note
- (en) Cet article est partiellement ou en totalité issu de l’article de Wikipédia en anglais intitulé « Korean numerals » (voir la liste des auteurs).